# حمله به سفارت آمریکا در عراق
حمله به سفارت ایالات متحده آمریکا در عراق در ۳۱ دسامبر ۲۰۱۹ مصادف ۱۰ دی ۱۳۹۸ توسط شبه‌نظامیان عراقی و هواداران گروه‌های وابسته به ایران صورت پذیرفت. این حمله در واکنش به بمباران کتائب حزب‌الله توسط ایالات متحده انجام گرفت. بمباران مذکور در تاریخ ۲۹ دسامبر رخ داد و به کشته شدن ۲۵ شبه نظامی کتائب حزب‌الله انجامید.
معترضان با پرچم‌های حشد شعبی، عصائب اهل حق و کتائب حزب‌الله رو به روی سفارت آمریکا حضور پیدا کردند. افرادی چون هادی عامری، قیس خزعلی، فاتح الفیاض و ابومهدی مهندس در میان معترضان قرار داشتند، که به ترتیب دارای سمت‌های فرمانده سپاه بدر، دبیرکل عصائب اهل حق، رئیس حشد شعبی و معاون حشد شعبی بودند. مایک پمپئو وزیر خارجه ایالات متحده همچنین با اشتراک‌گذاری تصاویری از افراد مذکور گفت «حمله به سفارت کار تروریست‌های نیابتی ایران بود؛ آنها را با معترضان عراقی اشتباه نگیرید. مردم عراق برای پایان دادن به فساد صادر شده توسط رژیم ایران تلاش می‌کنند.»
دونالد ترامپ، ریاست جمهوری ایالات متحده آمریکا، ایران را به سازماندهی حمله به سفارت آمریکا در بغداد متهم کرد و هشدار داد «که ایران به خاطر این اقدام پاسخگو خواهد بود.» در پی این حمله به گفته مارک اسپر وزیر دفاع ایالات متحده، آمریکا حدود ۷۵۰ سرباز در منطقه مستقر کرد.

## حمله

تصویری از مقابل سفارت آمریکا در بغداد

حمله‌کنندگان وارد سفارت ایالات متحده آمریکا شده و بخشی از آن را به آتش کشیدند. افراد حمله‌کننده همچنین به بخش‌های دیگری از این سفارت آسیب زدند. این حمله در واکنش به بمباران هوایی مواضع کتائب حزب‌الله و حشد شعبی توسط نیروی هوایی آمریکا بود.
خبرگزاری اسوشیتد پرس گزارش داد که شبه‌نظامیان به داخل سفارتخانه هجوم برده و سالن پذیرش آن را به آتش کشیده‌اند. همچنین بر روی دیوار سفارت شعارهایی در حمایت از قاسم سلیمانی و حشدشعبی از جمله «سلیمانی رهبر ماست» نوشتند.
نهایتاً عصر روز چهارشنبه ۱۱ دی ماه ۱۳۹۸ معترضان از اطراف سفارت آمریکا در بغداد عقب‌نشینی کردند. کتائب حزب‌الله و حشد شعبی عراق اعلام کرد این تحصن به خاطر احترام به خواست دولت مرکزی عراق پایان می‌یابد و به نقطهٔ دیگری منتقل خواهد شد.

## واکنش‌ها

### واکنش آمریکا
دونالد ترامپ برای بار دوم توییت کرد: «به میلیون‌ها نفری که در عراق دنبال آزادی‌اند و نمی‌خواهند زیر یوغ ایران باشند، [می‌گویم]: الان وقتشه!»
دونالد ترامپ، رئیس‌جمهوری آمریکا، سه شنبه ۱۰ دی ماه درآخرین واکنش خود به حمله به سفارت آمریکا در بغداد گفته‌است، ایران بهای سنگینی خواهد پرداخت. او در توییت سوم نوشته‌است: «ایران به طور کامل مسئولیت جان‌های از دست رفته یا خسارات وارده به هر یک از ساختمان‌های ما را به عهده خواهد داشت. آنها بهای سنگینی خواهند پرداخت. این هشدار نیست؛ تهدید است. سال نو مبارک!» سه روز بعد قاسم سلیمانی فرمانده نیروی قدس سپاه ایران به دستور شخص دونالد ترامپ از بین رفت؛ گفته میشود این اقدام انتقام حمله به سفارت آمریکا در بغداد است!
مارکو روبیو، سناتور ایالت فلوریدا، در توئیتر خود نوشت: «ایران به طور مستقیم مسئول سازماندهی حمله به سفارت آمریکا در عراق است و باید برای آن و امنیت تمام آمریکایی‌هایی که در آنجا خدمت می‌کنند، پاسخگو باشد.
ترامپ در روز چهارشنبه گفت که «انتظار جنگ بین ایران و آمریکا را ندارد، صلح را دوست دارد و به دنبال جنگ با ایران نیست و این اتفاق نخواهد افتاد.»
مایکل نایتز، کارشناس امور نظامی عراق در انستیتو واشینگتن برای سیاست خاور نزدیک گفت: صحنه‌های خشونت‌بار در مقابل سفارت ایالات متحده در بغداد مایه خجالت مقامهای عراقی شده است که برای مقابله با شبه نظامیان ضدآمریکایی زیر فشار ایالات متحده هستند. اما بعید است دولت عراق بتواند به زودی کتائب حزب‌الله را مهار کند. کتائب حزب‌الله می‌تواند به پلیس‌های عراقی در خیابان های بغداد شلیک کرده و آنها را بکشد و از تسلیم قاتلان به دستگاه قضایی عراق امتناع کند. کتائب حزب‌الله می‌تواند وزیران را تهدید کند، فرودگاههای غیرنظامی عراق را در دست بگیرد، و هیچکس هم در برابرشان نایستد. در نتیجه، بسیار بعید است کتائب حزب‌الله در نتیجه کشتن یک پیمانکار آمریکایی یا محاصره سفارت آمریکا در بغداد با اقدامی منفی در عراق روبرو شود.
برایان هوک، نماینده ویژه وزارت خارجه آمریکا در امور ایران، گفت حمله به سفارت آمریکا از سوی تروریست‌هایی که توسط رژیم ایران سازماندهی شده بودند، صورت گرفت و این تاکتیک آنها است. مردم عراق خواستار خروج ایران از کشورشان هستند.
مورگان اورتگس سخنگوی وزارت خارجه آمریکا: افرادی که سفارت آمریکا در بغداد را مورد یورش قرار دادند از معترضان نبودند، آنها را تروریست‌هایی هستند که از سوی رژیم ایران سازماندهی، تجهیز، و تربیت شده‌اند. اگر می‌خواهید معترضان عراقی در بغداد را ببینید، به میدان التحریر بروید؛ جایی که مردم عراق مشغول اعتراض مسالمت‌آمیز به فساد و دیگر موارد هستند.» بارها به ایران گفته‌ایم صبوری استراتژیک پرزیدنت ترامپ را با ضعف اشتباه نگیرند.

### واکنش ایران
ایران روز چهارشنبه دخالت در حمله به سفارت آمریکا در بغداد را رد کرد و رهبر ایران در سخنانی با محکوم کردن حمله آمریکا به پایگاه‌های حشد شعبی، گفت ایران به دنبال جنگ نیست و ادعای دخالت ایران در حمله به سفارت آمریکا را بی ربط و غیر منطقی دانست.
سید علی خامنه‌ای، رهبر جمهوری اسلامی ایران، در روز ۱۱ دی ۱۳۹۸ در دیدار جمعی از پرستاران در واکنش به اتهامات آمریکا گفت: «ملاحظه می‌کنید در بغداد و سراسر عراق هیجان ضدآمریکایی چقدر است، باز آن جناب توییت کرده که این را از چشم ایران می‌بینیم و پاسخ ایران را خواهیم داد. اولا غلط می‌کنید؛ ثانیاً منطقی باشید، که نیستید.» دو روز بعد از این سخنرانی، قاسم سلیمانی فرمانده ی نیرو قدس سپاه پاسداران در حمله موشکی آمریکا به نزدیکی فرودگاه بغداد کشته شد.      

### واکنش های جهانی
فرانسه،آلمان،عربستان سعودی کویت و قطر تعرض به سفارت آمریکا در بغداد را محکوم کردند.
اسرائیل ضمن محکوم نمودن این حمله، جمهوری اسلامی ایران را به دست داشتن در حمله به سفارت آمریکا در بغداد متهم کرد و آن را خطای جدی ایران خواند.